# Azione del 26 maggio 1646
Questa battaglia ebbe luogo il 26 maggio 1646 all'imbocco dello stretto dei Dardanelli. La flotta ottomana comandata dal Capitan Pascià Kara Musa Pascià, cercò di sconfiggere la flotta veneziana, comandata da Tommaso Morosini, che stava bloccando i Dardanelli. Dopo sette ore, la flotta ottomana si ritirò nello stretto. Diverse navi turche furono danneggiate, ma nessuna andò persa.